# Провинција Исе
Исе (јап. 伊勢国) је једна од 66 историјских провинција Јапана, која је постојала од почетка 8. века (закон Таихо из 703. године) до Мејџи реформи у другој половини 19. века. Исе се налазио на јужној обали острва Хоншу, у области Токаидо.
Царским декретом од 29. августа 1871. све постојеће провинције замењене су префектурама. Територија Исеа одговара данашњој префектури Мије.

## Географија
Исе се на северу граничио са провинцијама Оми, Мино и Овари, на западу са провинцијама Ига и Јамато, а на истоку са провинцијом Шима. На истоку и југу отвара се у залив Исе и Тихи океан.